# 100 mètres nage libre masculin aux Jeux olympiques d'été de 2020
Navigation
Rio de Janeiro 2016 Paris 2024
Le 100 m nage libre hommes est une épreuve des Jeux olympiques d'été de 2020 qui a eu lieu entre les 27 et 29 juillet au Centre aquatique olympique de Tokyo.

## Records
Avant cette compétition, les records dans cette discipline étaient :
| Record du monde  | 46.91 | César Cielo    | 30 juillet 2009 | Rome, Italie |
| Record olympique | 47.05 | Eamon Sullivan | 13 août 2008    | Pékin, Chine |

Le record suivant a été établi pendant la compétition :
| Date       | Tour   | Nom            | Nationalité | Temps | Record |
| ---------- | ------ | -------------- | ----------- | ----- | ------ |
| 29 juillet | Finale | Caeleb Dressel | États-Unis  | 47.02 | OR     |

## Programme
L'épreuve de 100 m nage libre se déroule pendant trois jours consécutifs suivant le programme suivant :
Tous les horaires correspondent à l'UTC+9
| Date                     | Horaire | Manche       |
| ------------------------ | ------- | ------------ |
| Mardi 27 juillet 2021    | 19 h 00 | Séries       |
| Mercredi 28 juillet 2021 | 10 h 30 | Demi-finales |
| Jeudi 29 juillet 2021    | 11 h 37 | Finale       |

## Médaillés
| Or             | Argent        | Bronze             |
| Caeleb Dressel | Kyle Chalmers | Kliment Kolesnikov |

## Résultats

### Séries
Les seize meilleurs nageurs se qualifient pour les demi-finales.
| Rang | Série | Ligne | Nom                   | Nationalité         | Temps   | Remarques |
| ---- | ----- | ----- | --------------------- | ------------------- | ------- | --------- |
| 1    | 9     | 2     | Thomas Ceccon         | Italie              | 47.71   | Q         |
| 2    | 9     | 4     | Caeleb Dressel        | États-Unis          | 47.73   | Q         |
| 3    | 8     | 4     | Kyle Chalmers         | Australie           | 47.77   | Q         |
| 4    | 9     | 5     | Alessandro Miressi    | Italie              | 47.83   | Q         |
| 5    | 7     | 4     | Kliment Kolesnikov    | ROC                 | 47.89   | Q         |
| 6    | 7     | 3     | Hwang Sun-woo         | Corée du Sud        | 47.97   | Q, NR     |
| 7    | 8     | 5     | Andrey Minakov        | ROC                 | 48.00   | Q         |
| 8    | 9     | 6     | David Popovici        | Roumanie            | 48.03   | Q         |
| 9    | 9     | 3     | Nándor Németh         | Hongrie             | 48.11   | Q         |
| 10   | 8     | 8     | Yuri Kisil            | Canada              | 48.15   | Q         |
| 11   | 7     | 5     | Zach Apple            | États-Unis          | 48.16   | Q         |
| 12   | 8     | 3     | Maxime Grousset       | France              | 48.25   | Q         |
| 13   | 8     | 2     | Andrej Barna          | Serbie              | 48.30   | Q         |
| 14   | 7     | 6     | Joshua Liendo         | Canada              | 48.34   | Q         |
| 15   | 7     | 2     | Roman Mityukov        | Suisse              | 48.43   | Q         |
| 16   | 6     | 2     | Jacob Whittle         | Grande-Bretagne     | 48.44   | Q         |
| 17   | 9     | 7     | Katsumi Nakamura      | Japon               | 48.48   |           |
| 18   | 7     | 1     | Apóstolos Chrístou    | Grèce               | 48.50   |           |
| 18   | 8     | 6     | He Junyi              | Chine               | 48.50   |           |
| 20   | 7     | 8     | Szebasztián Szabó     | Hongrie             | 48.51   |           |
| 21   | 6     | 7     | Stan Pijnenburg       | Pays-Bas            | 48.53   |           |
| 22   | 6     | 6     | Dylan Carter          | Trinité-et-Tobago   | 48.66   |           |
| 23   | 7     | 7     | Mehdy Metella         | France              | 48.68   |           |
| 24   | 9     | 1     | Cameron McEvoy        | Australie           | 48.72   |           |
| 25   | 8     | 1     | Pedro Spajari         | Brésil              | 48.74   |           |
| 26   | 6     | 4     | Damian Wierling       | Allemagne           | 48.83   |           |
| 27   | 6     | 1     | Robin Hanson          | Suède               | 49.07   |           |
| 28   | 5     | 7     | Nikola Miljenić       | Croatie             | 49.25   |           |
| 29   | 6     | 8     | Meiron Cheruti        | Israël              | 49.26   |           |
| 30   | 5     | 3     | Ali Khalafalla        | Égypte              | 49.31   |           |
| 30   | 5     | 4     | Mikel Schreuders      | Aruba               | 49.31   |           |
| 32   | 6     | 5     | Gabriel Santos        | Brésil              | 49.33   |           |
| 33   | 5     | 6     | Alberto Mestr         | Venezuela           | 49.44   |           |
| 34   | 4     | 5     | Ian Ho                | Hong Kong           | 49.49   |           |
| 35   | 9     | 8     | Serhiy Shevtsov       | Ukraine             | 49.55   |           |
| 36   | 5     | 8     | Luke Gebbie           | Philippines         | 49.64   | NR        |
| 37   | 6     | 3     | Oussama Sahnoune      | Algérie             | 49.65   |           |
| 38   | 4     | 4     | Artur Barseghyan      | Arménie             | 49.78   | NR        |
| 39   | 5     | 5     | Joseph Schooling      | Singapour           | 49.84   |           |
| 40   | 4     | 6     | Nikolas Antoniou      | Chypre              | 50.00   |           |
| 41   | 4     | 7     | Khurshidjon Tursunov  | Ouzbékistan         | 50.14   |           |
| 42   | 4     | 8     | Peter Wetzlar         | Zimbabwe            | 50.31   | NR        |
| 43   | 4     | 2     | Samy Boutouil         | Maroc               | 50.37   |           |
| 44   | 5     | 1     | Ben Hockin            | Paraguay            | 50.41   |           |
| 45   | 5     | 2     | Emir Muratović        | Bosnie-Herzégovine  | 50.43   |           |
| 46   | 4     | 3     | Ari-Pekka Liukkonen   | Finlande            | 50.48   |           |
| 47   | 3     | 4     | Mokhtar Al-Yamani     | Yémen               | 50.52   | NR        |
| 48   | 4     | 1     | Matthew Abeysinghe    | Sri Lanka           | 50.62   |           |
| 49   | 3     | 3     | Andrew Chetcuti       | Malte               | 51.47   |           |
| 50   | 3     | 6     | Yousuf Al-Matrooshi   | Émirats arabes unis | 51.50   |           |
| 51   | 3     | 5     | Stefano Mitchell      | Antigua-et-Barbuda  | 51.64   |           |
| 52   | 3     | 2     | Kledi Kadiu           | Albanie             | 51.65   |           |
| 53   | 3     | 1     | Issa Al-Adawi         | Oman                | 51.81   |           |
| 54   | 3     | 7     | Jean Zephir           | Sainte-Lucie        | 51.94   |           |
| 55   | 3     | 8     | Miguel Mena           | Nicaragua           | 51.99   |           |
| 56   | 2     | 4     | Danilo Rosafio        | Kenya               | 52.54   |           |
| 57   | 2     | 5     | Jagger Stephens       | Guam                | 52.72   |           |
| 58   | 2     | 6     | Delron Felix          | Grenade             | 52.99   |           |
| 59   | 1     | 6     | Alexander Shah        | Népal               | 53.41   | NR        |
| 60   | 2     | 3     | Mathieu Marquet       | Maurice             | 53.56   |           |
| 61   | 2     | 2     | Boško Radulović       | Monténégro          | 53.60   |           |
| 62   | 2     | 7     | Muhammad Haseeb Tariq | Pakistan            | 53.81   |           |
| 63   | 2     | 1     | Atuhaire Ambala       | Ouganda             | 54.23   |           |
| 64   | 1     | 3     | Olt Kondirolli        | Kosovo              | 54.33   |           |
| 64   | 2     | 8     | Belly-Cresus Ganira   | Burundi             | 54.33   | NR        |
| 66   | 1     | 5     | Yazan Al-Bawwab       | Palestine           | 54.51   |           |
| 67   | 1     | 4     | Andrew Fowler         | Guyana              | 55.23   |           |
| 68   | 1     | 1     | Sangay Tenzin         | Bhoutan             | 57.57   |           |
| 69   | 1     | 2     | Mubal Ibrahim         | Maldives            | 58.37   |           |
| 70   | 1     | 7     | Edgar Iro             | Îles Salomon        | 1:00.13 |           |
|      | 8     | 7     | Matthew Richards      | Grande-Bretagne     | DNS     |           |

### Demi-finales
Les huit meilleurs nageurs se qualifient pour la finale.
| Rang | Série | Ligne | Nom                | Nationalité     | Temps | Remarques |
| ---- | ----- | ----- | ------------------ | --------------- | ----- | --------- |
| 1    | 2     | 3     | Kliment Kolesnikov | ROC             | 47.11 | Q, AR     |
| 2    | 1     | 4     | Caeleb Dressel     | États-Unis      | 47.23 | Q         |
| 3    | 1     | 5     | Alessandro Miressi | Italie          | 47.52 | Q         |
| 4    | 1     | 3     | Hwang Sun-woo      | Corée du Sud    | 47.56 | Q, AR     |
| 5    | 1     | 6     | David Popovici     | Roumanie        | 47.72 | Q         |
| 6    | 2     | 5     | Kyle Chalmers      | Australie       | 47.80 | Q         |
| 7    | 2     | 2     | Nándor Németh      | Hongrie         | 47.81 | Q, NR     |
| 8    | 1     | 7     | Maxime Grousset    | France          | 47.82 | Q         |
| 9    | 2     | 1     | Andrej Barna       | Serbie          | 47.94 | NR        |
| 10   | 2     | 6     | Andrey Minakov     | ROC             | 48.03 |           |
| 11   | 2     | 7     | Zach Apple         | États-Unis      | 48.04 |           |
| 12   | 2     | 4     | Thomas Ceccon      | Italie          | 48.05 |           |
| 13   | 1     | 8     | Jacob Whittle      | Grande-Bretagne | 48.11 |           |
| 14   | 1     | 1     | Joshua Liendo      | Canada          | 48.19 |           |
| 15   | 1     | 2     | Yuri Kisil         | Canada          | 48.31 |           |
| 16   | 2     | 8     | Roman Mityukov     | Suisse          | 48.53 |           |

### Finale
Le record olympique d'Eamon Sullivan est amélioré par l'américain Caeleb Dressel durant cette finale.
| Rang | Ligne | Nom                | Nationalité  | Temps | Remarques |
| ---- | ----- | ------------------ | ------------ | ----- | --------- |
| 1    | 5     | Caeleb Dressel     | États-Unis   | 47.02 | OR        |
| 2    | 7     | Kyle Chalmers      | Australie    | 47.08 |           |
| 3    | 4     | Kliment Kolesnikov | ROC          | 47.44 |           |
| 4    | 8     | Maxime Grousset    | France       | 47.72 |           |
| 5    | 6     | Hwang Sun-woo      | Corée du Sud | 47.82 |           |
| 6    | 3     | Alessandro Miressi | Italie       | 47.86 |           |
| 7    | 2     | David Popovici     | Roumanie     | 48.04 |           |
| 8    | 1     | Nándor Németh      | Hongrie      | 48.10 |           |